# Parablarinella griselda
Parablarinella griselda ist eine Spitzmausart aus der Gattung der Asiatischen Kurzschwanzspitzmäuse (Blarinella). Sie kommt in einem großen Teil der Volksrepublik China sowie im Norden Vietnams vor.

## Merkmale
Mit einer Kopf-Rumpf-Länge von 5,2 bis 7,9 Zentimetern zählt die Art zu den kleinen bis mittelgroßen Spitzmausarten und liegt innerhalb der Gattung zwischen den beiden anderen Arten Blarinella wardi und Blarinella quadraticauda. Der Schwanz erreicht eine Länge von 31 bis 42 Millimetern und der Hinterfuß von 8 bis 14 Millimetern; wie bei allen Arten der Gattung ist der Schwanz damit sehr kurz. Die Art entspricht in ihrem Aussehen Blarinella quadraticauda, ist jedoch etwas kleiner. Die Rücken- und Bauchfärbung ist einheitlich dunkelgrau bis -braun, wobei die Bauchseite und der Schwanz etwas heller sind. Die Oberseite der Vorder- und Hinterfüße ist bräunlich.
| 1 | · | 5 | · | 1 | · | 3 | = 32 |
| 1 | · | 1 | · | 1 | · | 3 | = 32 |

Der Schädel hat eine maximale Länge von 19 bis 21 Millimetern. Wie alle Arten der Gattung besitzt die Art im Oberkiefer pro Hälfte einen Schneidezahn (Incisivus) und danach fünf einspitzige Zähne, einen Vorbackenzahn (Praemolar) und drei Backenzähne (Molares). Im Unterkiefer besitzt sie dagegen einen einzelnen Eckzahn (Caninus) hinter dem Schneidezahn. Insgesamt besitzen die Tiere somit 32 Zähne.

## Verbreitung

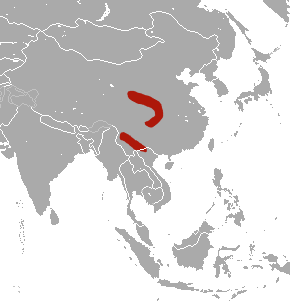
Verbreitungsgebiete von Blarinella griselda

Parablarinella griselda kommt in einem großen Teil der Volksrepublik China in den Provinzen Gansu, Hubei und einem größeren Teil im Südwesten Yunnans vor. Dokumentiert ist die Art zudem im Norden Vietnams im Bereich des Tay Con Linh II. Mögliche Vorkommen könnten auch in Myanmar und im Norden Laos bestehen.

## Lebensweise
Über die Lebensweise dieser Art liegen wie bei allen Arten der Gattung kaum Daten vor. Wie alle Spitzmäuse ernähren sich auch diese Arten von Insekten. Es wird angenommen, dass die Art vor allem in bewaldeten Lebensräumen vorkommt. In Vietnam wurden Individuen in Bambuswäldern in Höhen von 1500 bis 1700 Metern gefunden.

## Systematik
Parablarinella griselda wird als eigenständige Art innerhalb der Gattung Parablarinella eingeordnet, die aus zwei Arten besteht. Die wissenschaftliche Erstbeschreibung stammt von Oldfield Thomas aus dem Jahr 1912. Zeitweise wurde die Art ebenso wie Blarinella wardi der Art Blarinella quadraticauda und damit den Asiatischen Kurzschwanzspitzmäusen (Blarinella) zugeordnet. Molekulargenetische Untersuchungen aus dem Jahr 2018 erbrachten aber eine deutliche Trennung der Arten voneinander. Ein daraufhin vorgeschlagener neuer Gattungsname Pantherina wurde aber im Jahr darauf durch Parablarinella ersetzt, da ersterer durch eine Untergattung der Käfer bereits präokkupiert ist. Innerhalb der Gattung steht auch die im Jahr 2023 neu eingeführte Art Parablarinella latimaxillata.
Innerhalb der Art werden neben der Nominatform keine Unterarten unterschieden.

## Bedrohung und Schutz
Die Art wird von der International Union for Conservation of Nature and Natural Resources (IUCN) aufgrund des relativ großen Verbreitungsgebiets sowie der angenommenen Bestandsgröße als nicht gefährdet („least concern“) eingestuft. Gefährdungen für die Art sind nicht bekannt und ein signifikanter Rückgang der Populationen wird nicht angenommen. Sollte eine Bindung an Waldlebensräume bestehen, kann es lokal zu Bedrohungen durch Rodungen und Lebensraumveränderungen kommen.